# Dobbewijk-Noord
Dobbewijk-Noord is een woonbuurt in de Nederlandse stad Leiden, die deel uitmaakt van wijk Stevenshof.